# Société suisse d'espéranto
 (février 2023).
Si vous disposez d'ouvrages ou d'articles de référence ou si vous connaissez des sites web de qualité traitant du thème abordé ici, merci de compléter l'article en donnant les références utiles à sa vérifiabilité et en les liant à la section « Notes et références ».
La Société suisse d'espéranto (en espéranto : Svisa Esperanto-Societo ; en allemand : Schweizerische Esperanto-Gesellschaft ; en italien : Società Esperantista Svizzera ; en romanche : Societad Svizra d'Esperanto) ou SES est une des plus anciennes sociétés d'espéranto d'Europe. Elle fut fondée en 1903. Parmi ses membres marquants, on trouve des personnalités telles que Hector Hodler (premier président de l'Association mondiale d’espéranto) et Edmond Privat. La Société suisse d'espéranto a accueilli six fois le Congrès mondial d'espéranto, en 1906 à Genève, en 1913 à Berne, en 1925 à Genève, en 1939 à Berne, en 1947 à Berne et en 1979 à Lucerne.
Des groupes et cercles locaux existent à Bâle (Société bâloise d'espéranto, Esperanto-Societo Bazelo), à Wil (Cercle wilois d'espéranto, Esperanto-Klubo Wil), à Genève (Groupe d'espéranto "L'Étoile", Esperanto-Grupo "La Stelo"), à Lausanne (Société lausannoise d'espéranto, Laŭzana Esperanto-Societo) et à Zurich (Société zurichoise d'espéranto, Esperanto-Societo Zuriko), etc.
Depuis l'assemblée générale de 2006, la Société suisse d'espéranto a été dirigée par deux coprésidents : Dietrich Michael Weidmann (eo) et Mireille Grosjean. Depuis 2021, Mireille Grosjean préside SES.
Depuis 2015, la Société suisse d'espéranto publie ensemble avec la maison d'Édition Allsprachendienst Esperanto GmbH la revue semestrielle Svisa Espero - Revue sur le développement durable et la politique linguistique.

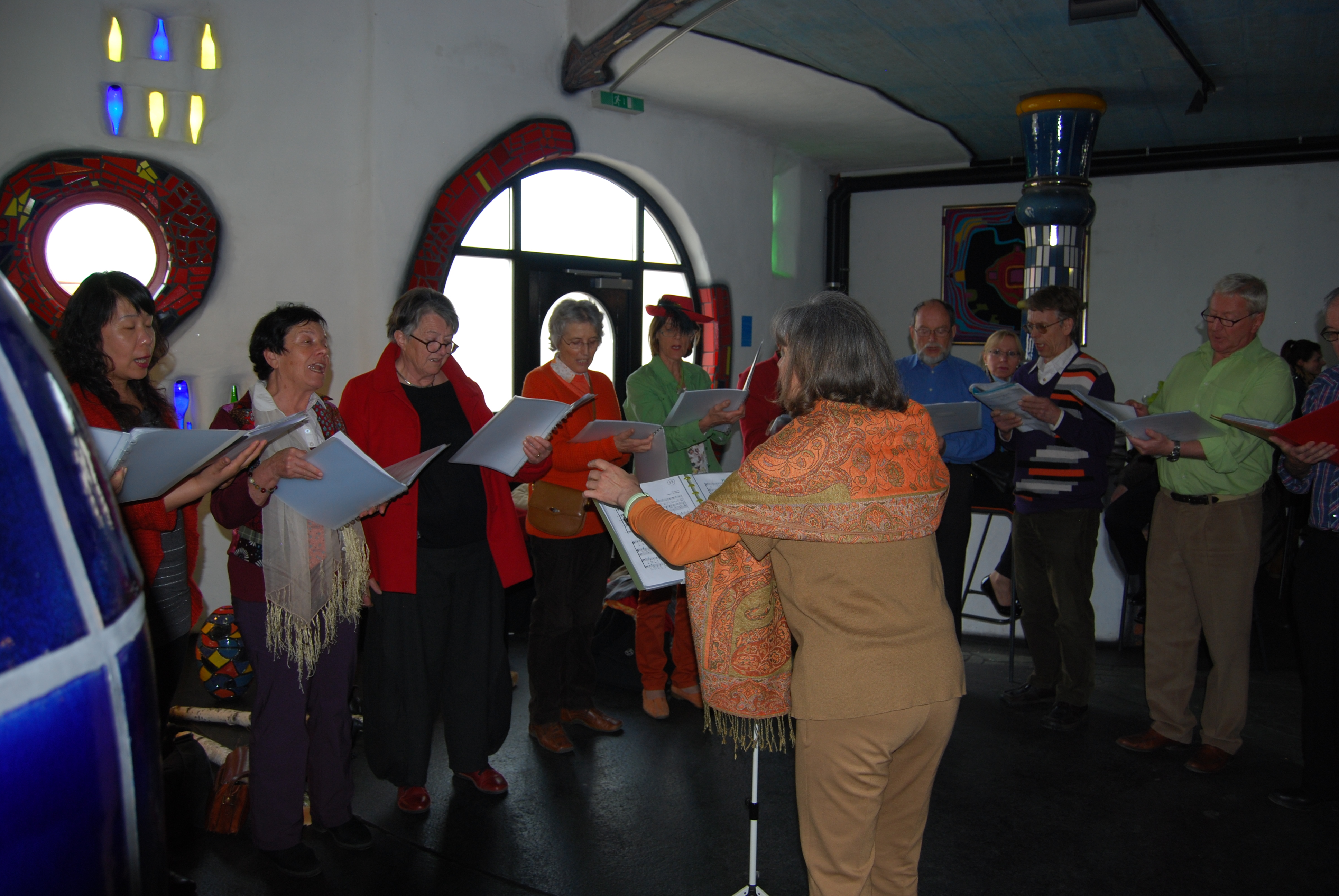
Chœur espérantophone durant l'assemblée générale 2013 dans la halle de marché de Hundertwasser à Altenrhein.